# Інюшово (Тальменський район)
Інюшо́во (рос. Инюшово) — село у складі Тальменського району Алтайського краю, Росія. Входить до складу Шадрінцевської сільської ради.
Стара назва — Інюшево.

## Населення
Населення — 16 осіб (2010; 51 у 2002).
Національний склад (станом на 2002 рік):
- росіяни — 53 %
- мордовці — 45 %